# شومنای
شومنای (به ازبکی: Shumanoy، شومنای)(به قره‌قالپاقی: Shomanay، شومانای) یک شهر در ازبکستان است که در شهرستان شومنای واقع شده‌است. شومنای ۱۵٬۶۶۱ نفر جمعیت دارد و ۶۷ متر بالاتر از سطح دریا واقع شده‌است.